# NK Dunav Podunavlje
Nogometni klub "Dunav" Podunavlje bio je nogometni klub iz baranjskog naselja Podunavlja. Nogomet je registrirano igrao samo 1952. godine, kad se igralo po sistemu proljeće-jesen. Tada je NK "Dunav" igrao u najnižem, prvom razredu - Drugoj baranjskoj grupi Osječkog podsaveza.
Kao klub tadašnje uspješne beljske ekonomske jedinice Poljoprivredne uprave Podunavlje, "Dunav" je, osim svojih igrača, privlačio i igrače iz okolnih naselja (Vardarca, Kozjaka i drugih). U to vrijeme za nogomet je bilo veoma važno tko je upravitelj ekonomske jedinice, a tada je to u Podunavlju bio Jerko Tomić, koji je nogomet izuzetno volio i koji je ponekad bio i na treninzima. Pored Jerka Tomića značajan doprinos radu kluba dali su Vinko Šarić i neki drugi pojedinci.
Kao potvrda da je "Dunav" iz Podunavlja zaista bio registriran 1952. godine može poslužiti članak iz "Beljskog brigadira" pod naslovom "Još dva tima sa 'Belja' u prvenstvu", u kome se kaže da je "još jedan tim sa 'Belja' ušao ... u grupno prvenstvo Osječkog nogometnog podsaveza i to iz Podunavlja".
Prijateljske nogometne utakmice igrale su se u Podunavlju i prije, ali i poslije 1952. godine.